# Se ce l'o' fatta io...ce la puoi farcela anche tu
Se ce l'o' fatta io...ce la puoi farcela anche tu è il secondo album pubblicato dal cantante e cabarettista pugliese Checco Zalone.

## Tracce
Testi e musiche di Checco Zalone.
1. Se ce l'o' fatta io – 3:06
2. Testimona di Genova (feat. Mariangela Eboli) – 4:04
3. Finisce qui (feat. Mariangela Eboli) – 3:09
4. La sala – 4:10
5. Sfascia famiglie – 3:33
6. Checco Casadei – W le tette grosse (feat. Mario Rosini) – 3:26
7. Checco Consoli – Stitica/Zio Santuzzo (Midlei Laiv) – 6:27
8. Va be' (Laiv) – 4:29
9. Mi piace quella cosa (Laiv) – 3:11
10. Checco Ramazzotti – Grandissima storia – 3:31
11. Checco Cherubini – Fiducia nel prossimo – 4:07
12. I juventini (Niu Verscion Laiv) – 5:42
13. Siamo una squadra fortissimi (Laiv) – 6:06